# Сини степів
Сини степів (Syny Stepiv) — канадсько-український популярний забава-гурт з Монреалю, який існував у 1970-х та на початку 1980-х років. Як і популярний на той час канадський гурт Рушничок, використовував набір інструментів французький квартет та поєднання рок та фольк музики, джазу та інших стилів. До репертуару гурту входили українські народні та сучасні на той час пісні в авторській обробці, а також власні пісні. Перша ж платівка гурту зробила популярними «Сини степів» на всьому північноамериканському континенті. Всі три альбоми були досить успішними та популярними не тільки в Канаді та США, а й у Європі та Україні (де поширювалися нелегально через магнітофонні записи).
Виступи музикантів відбувалися на сценах, оформлених традиційною українською атрибутикою, у традиційних українських строях. Самі музиканти володіли різноманітною кількістю інструментів та неодноразово долучалися до інших гуртів безпосередньо під час виступів. На піку своєї популярності Сини степів здійснювали величезну кількість виступів, концертів та шоу.
На початку 1980-х років ансамбль припинив свою діяльність, троє його учасників організували новий гурт «Вечірній дзвін».

## Учасники
- Тарас Дідусь — акордеон, вокал
- Тіно Папа — ударні
- Адріан Альбощий — гітара, вокал (альбом II та III)
- Ярослав Воркевич — гітара, вокал (альбом I та II)
- Ярослав Гудзьо — гітара, вокал (альбом I та III)

## Дискографія

### Сини степів I
1974, DUMY Productions — DU 7406 (LP)
1. Черевички (нар.)
2. Ганю, моя Ганю (нар.)
3. Галичаночка (Ю. Вовк — М. Красюк)
4. А калина (нар.)
5. Понад Прутом (Д. Циганков — М. Хромей)
6. Під вишнею (Т. Дідусь)
7. З сиром пироги (нар.)
8. У вишневому садочку (нар.)
9. Чекання (П. Процько-О.Богачук)
10. Встиду ти не маєш (Т. Дідусь)
11. Лебеді материнства (А. Пашкевич — В. Симоненко)
12. Нині (нар.)

### Сини степів II
1975, Yevshan Records ‎– YFP 1001 (LP)
1. Чи це тая криниченка (слова — народні, музика — Т. Дідусь)
2. Ой там в полі жито (слова — народні, музика — Т. Дідусь)
3. Прощання (слова — Т. Дідусь, музика — Т. Дідусь)
4. Чи були ви у нас на Десні (слова — Є. Улицький, музика — В. Нестеренко)
5. Раз у похід козак собирався (слова — народні, музика — Т. Дідусь)
6. Рідна мова (слова — народні, музика — Т. Дідусь)
7. Я люблю (слова — П. Воронько, музика — Б. Весоловський)
8. Тай орав мужик (слова — народні, музика — народна)
9. Віра, Віра (слова — С. Ковалевський, музика — В. Кондратович)
10. Зіронька (слова — О. Галабутський, музика — Я. Цегляр)
11. Час додому (слова — народні, музика — Т. Дідусь)

### Сини степів III
1977, Yevshan Records — YFP 1006 (LP)
1. Не жонатий ходжу (народна)
2. За нашим явором (лемківська народна)
3. Не співайте мені (слова — Л. Українка, музика — Т. Дідусь)
4. Зачарована Десна (слова — Д. Луценко, музика — І. Шамо, прелюдія Я. Гудзьо)
5. Ой на ставі (народна)
6. Без тебе, Олесю (слова — народні, музика — Т. Дідусь)
7. Позволь мені мати (народна)
8. Сиджу я край віконечка (народна)
9. В горах живе Марійка (слова — Р. Савицький, музика — Я. Гудзьо)
10. У милого очі сині (слова — О. Стрілець, музика — Д. Циганков)
11. Пісня про Надвірну (музика — П. Терпелюк)